# Franz Kiggelaer
Franz Kiggelaer (1648–1722) was een Nederlands botanicus, apotheker en beheerder van de tuin van Simon van Beaumont in Leiden. In 1690 publiceerde hij een catalogus van de planten in deze tuin onder de titel "Horti Beaumontiani exoticarum plantarum catalogus, exhibens plantarum minus cognitarum & rariorum nomina, quibus idem hortus anno domini MDCLXXXX. instructus fuit".
Hij werkte samen met Frederik Ruysch aan het eerste deel van Jan Commelijn's "Horti Medici Amstelodamensis Rariorum" dat gepubliceerd werd in 1697 en voornamelijk ging over planten uit Oost- en West-Indië. Het was een geïllustreerde beschrijving met tekst in het Nederlands en Latijn van de planten die in Beaumont's tuin groeiden. In de periode 1686-1709 werden aquarellen van 420 planten vervaardigd door een aantal kunstenaars, voornamelijk door Johan and Maria Moninckx en met bijdragen van Helena Herolt en Alida Withoos.
Carl Linnaeus vernoemde het geslacht Kiggelaria naar hem. 

## Publicaties
- Horti medici Amstelodamensis rariorum tam Orientalis: quam Occidentalis Indiæ, aliarumque peregrinarum plantarum, magno studio ac labore, sumptibus Civitatis amstelodamensis, longâ annorum serie collectarum, descriptio et icones ad vivum æri incisæ /auctore Joanne Commelino. Opus posthumum, latinitate donatum, notisque & observationibus illustratum, door Frederik Ruysch & Franz Kiggelaer
- Horti Beaumontiani exoticarum plantarum catalogus, exhibens plantarum minus cognitarum & rariorum nomina, quibus idem hortus anno domini MDCLXXXX. instructus fuit, door Simon van Beaumont en Franz Kiggelaer